# 알제리의 재외공관 목록

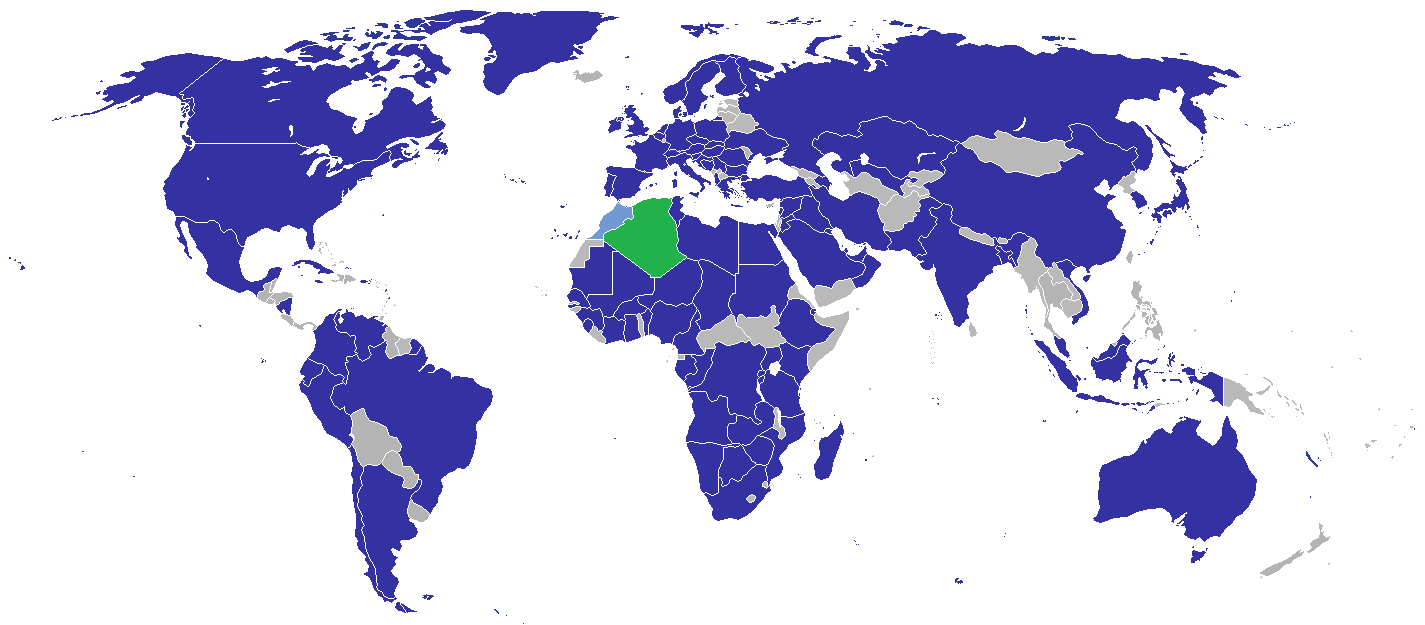
알제리의 재외공관

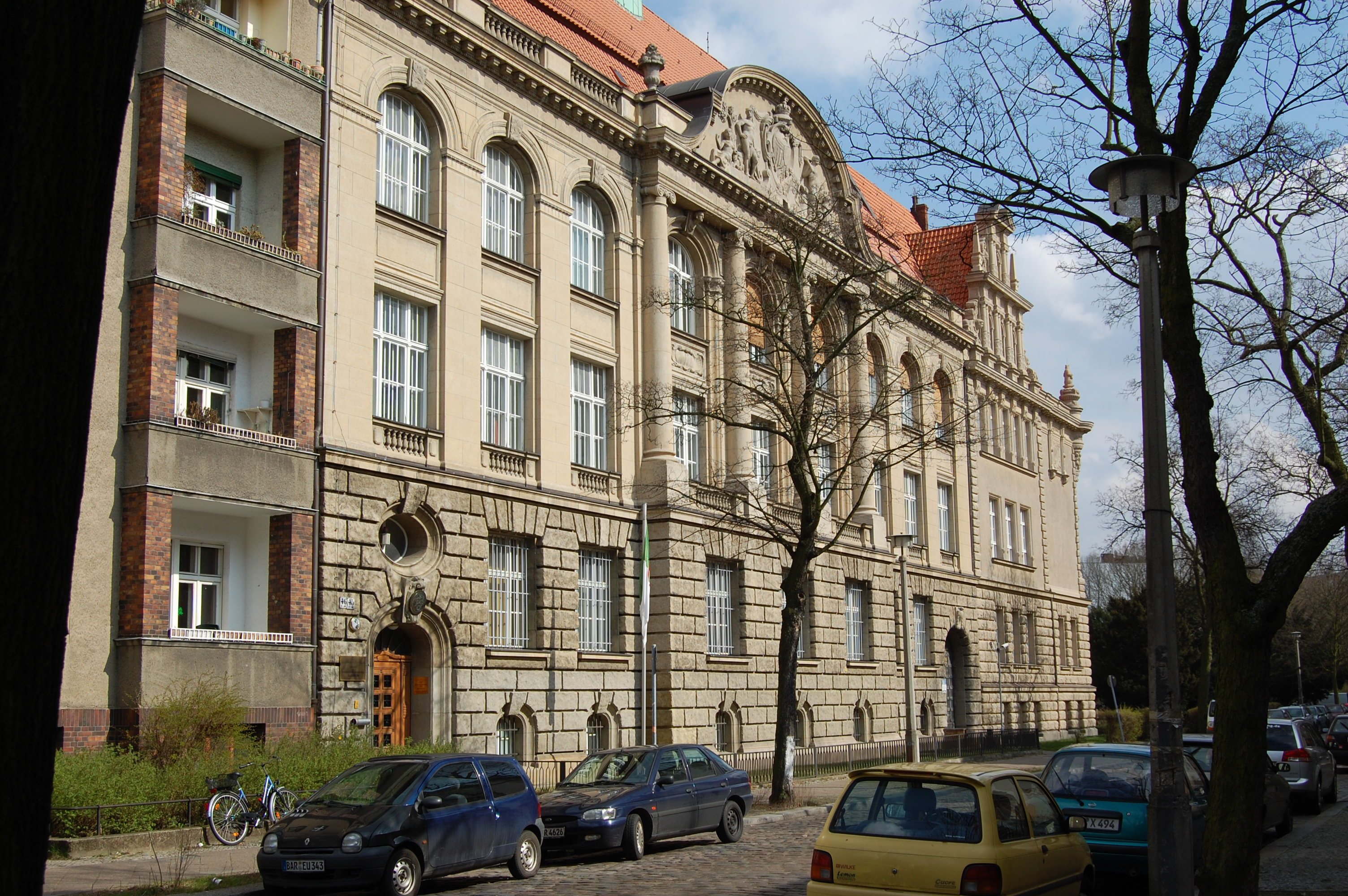
베를린 주재 알제리 대사관

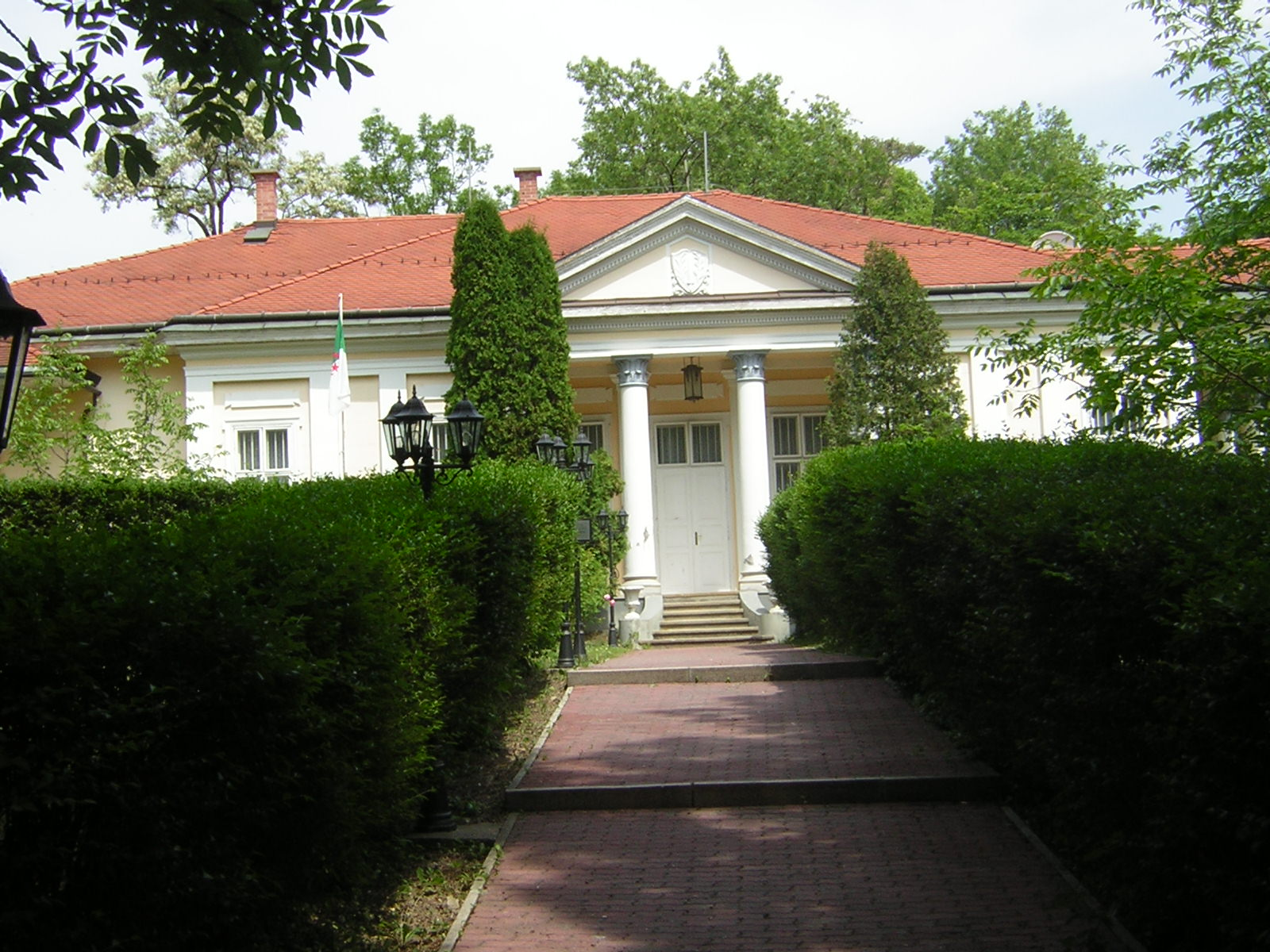
부다페스트 주재 알제리 대사관

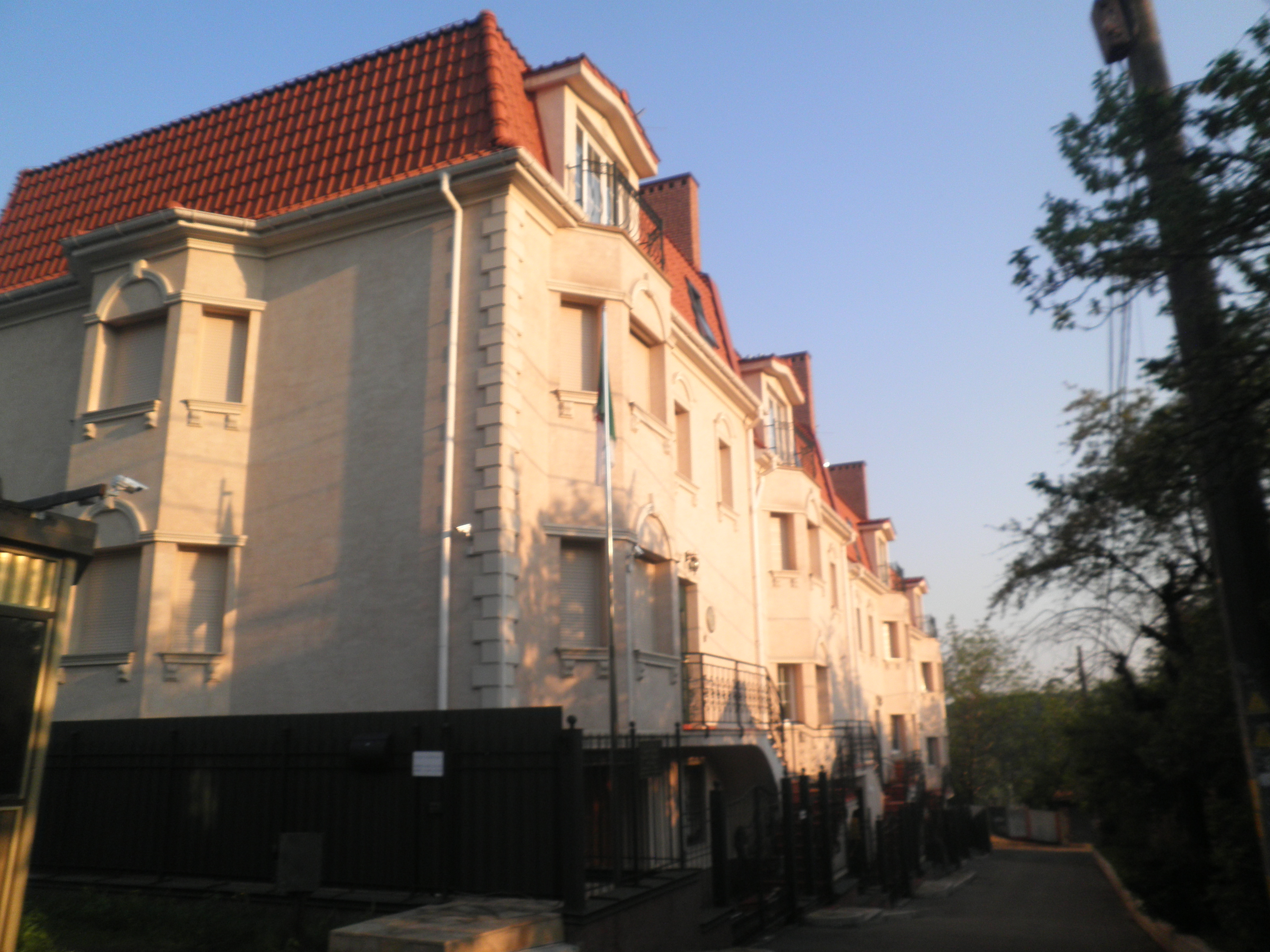
키예프 주재 알제리 대사관

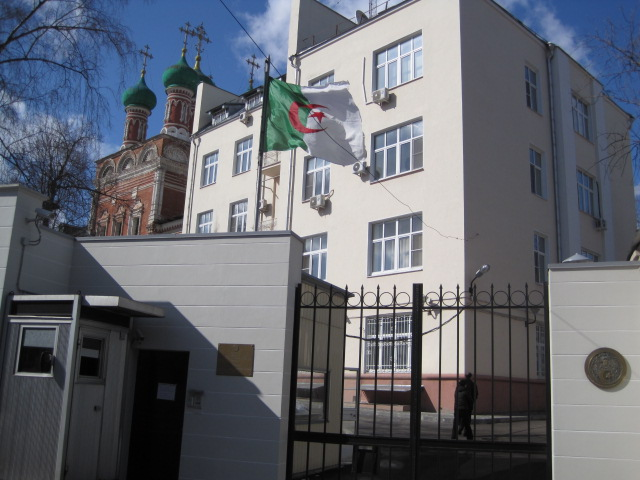
모스크바 주재 알제리 대사관

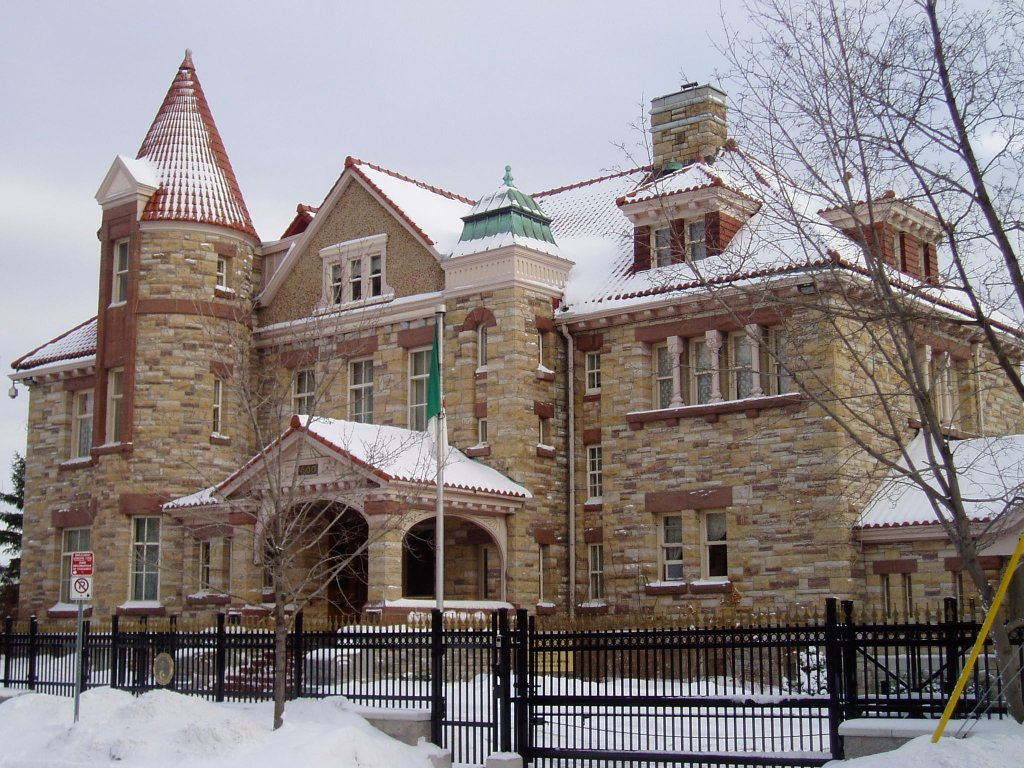
오타와 주재 알제리 대사관

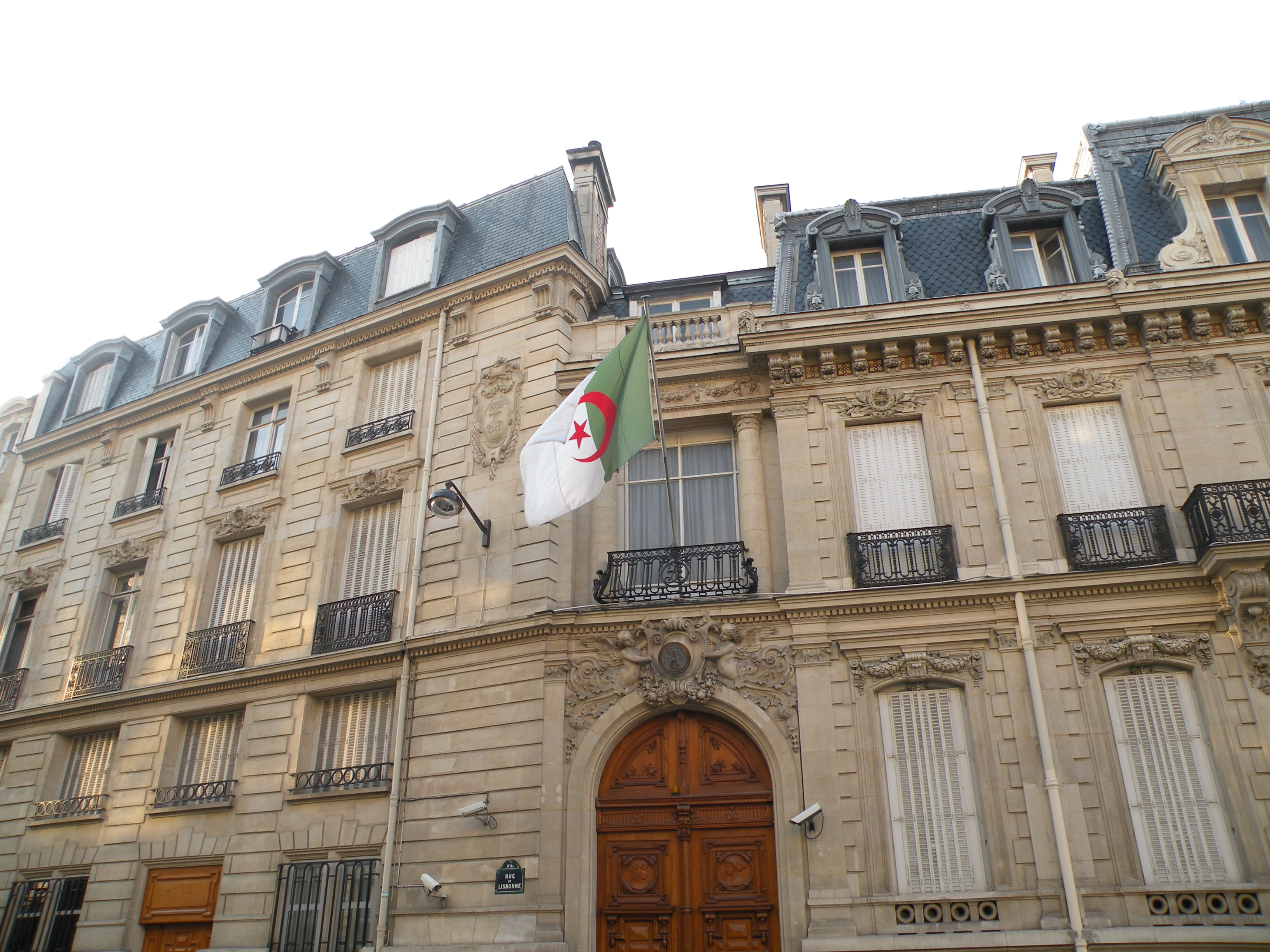
파리 주재 알제리 대사관

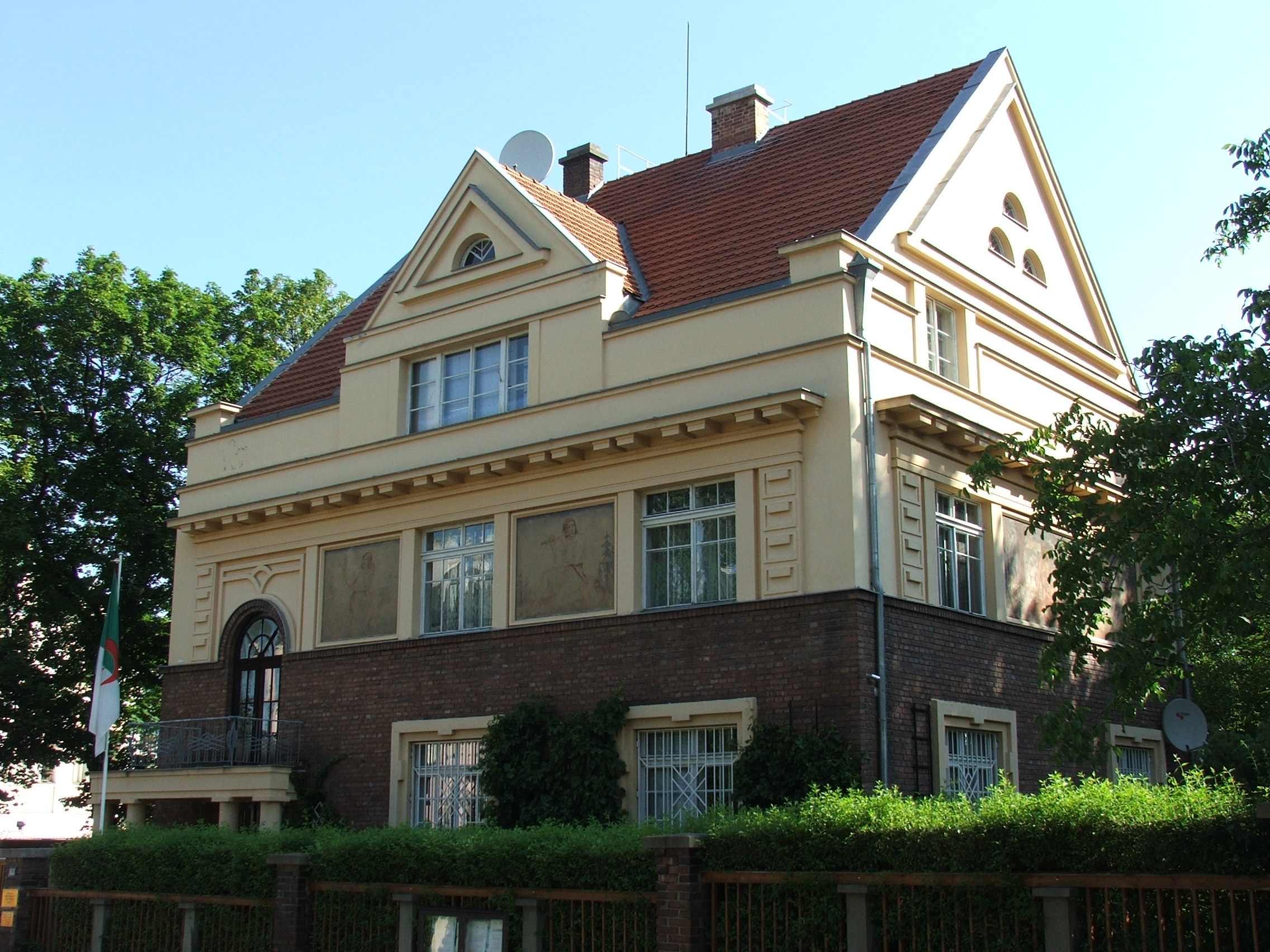
프라하 주재 알제리 대사관

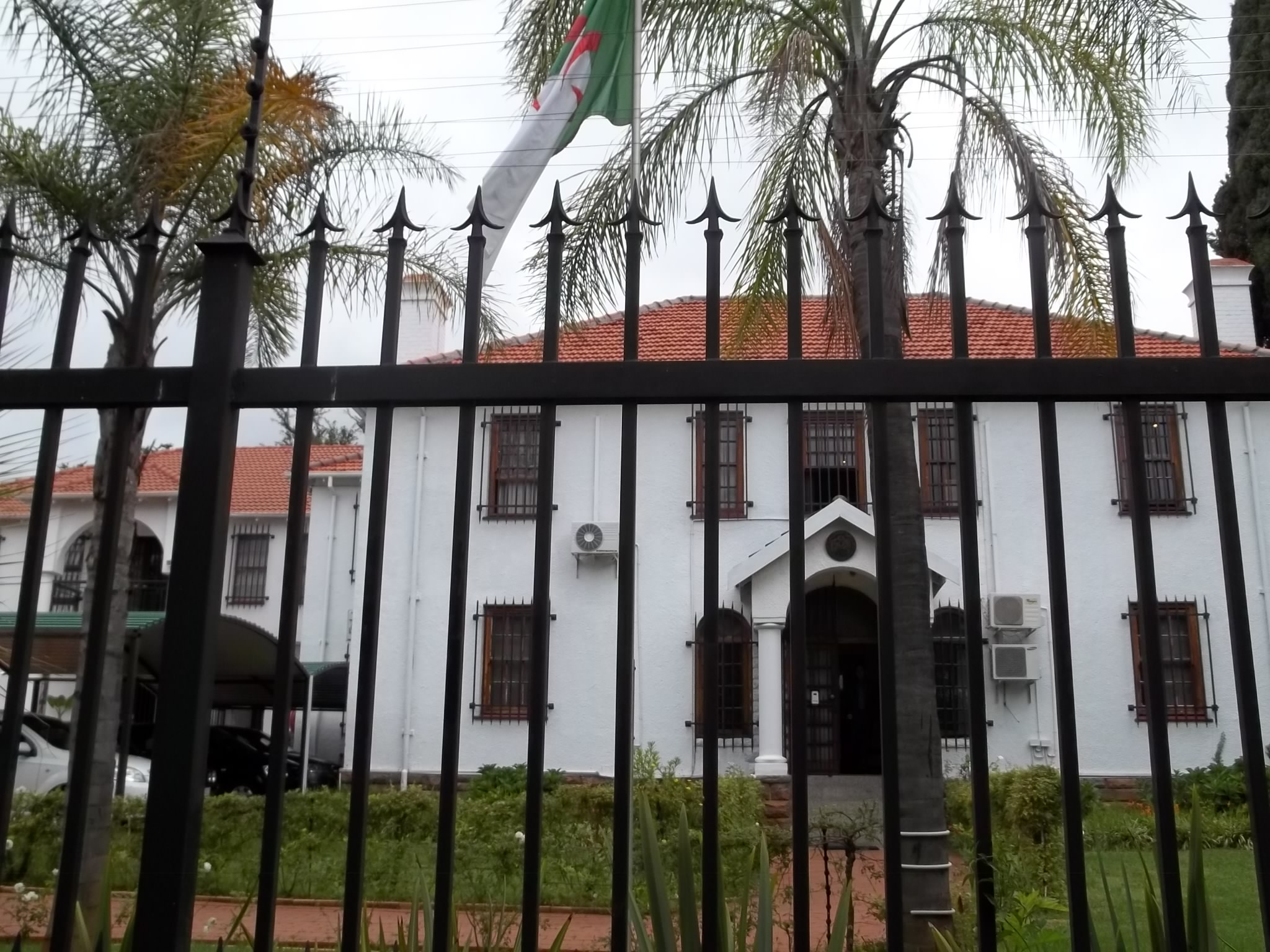
프리토리아 주재 알제리 대사관

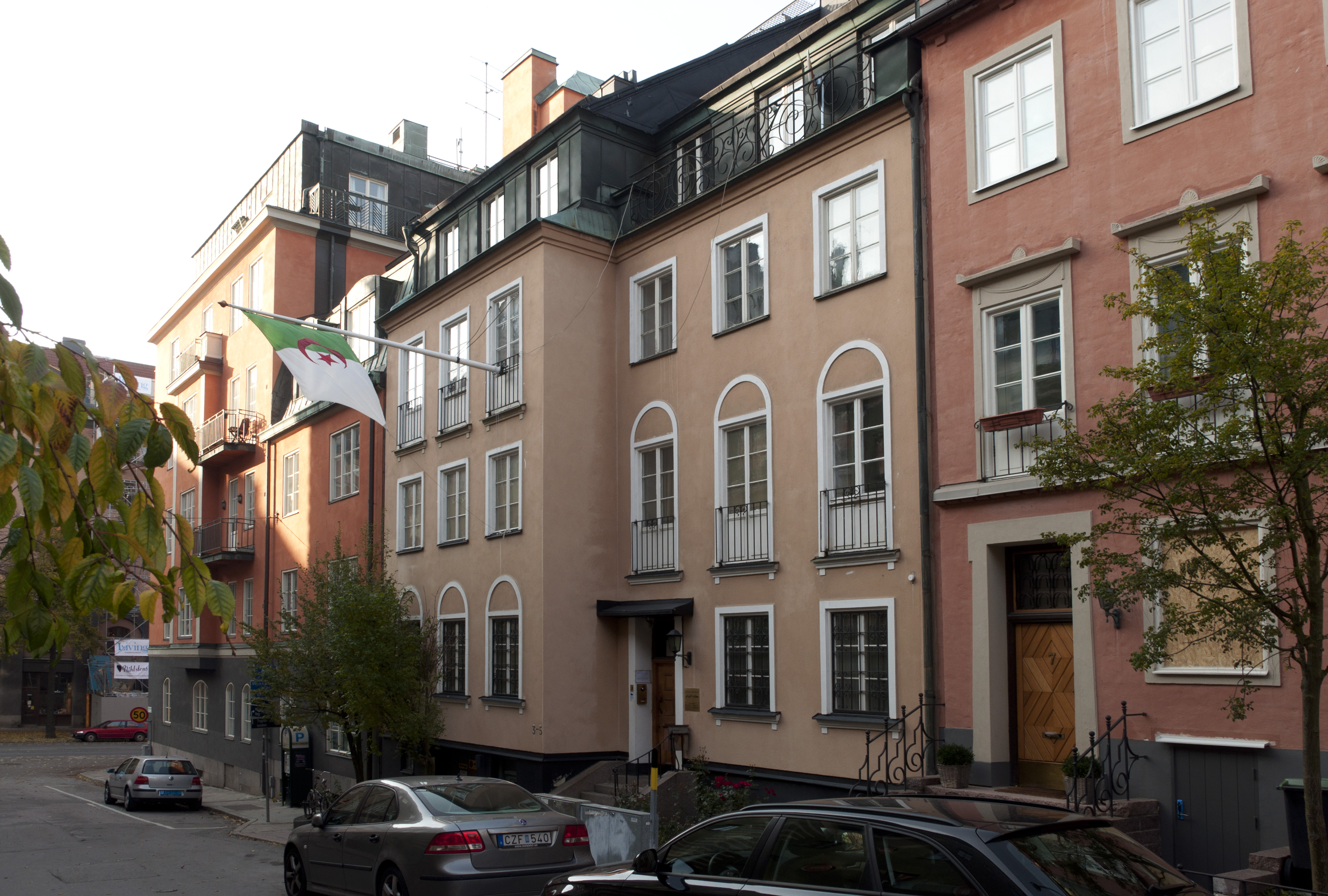
스톡홀름 주재 알제리 대사관

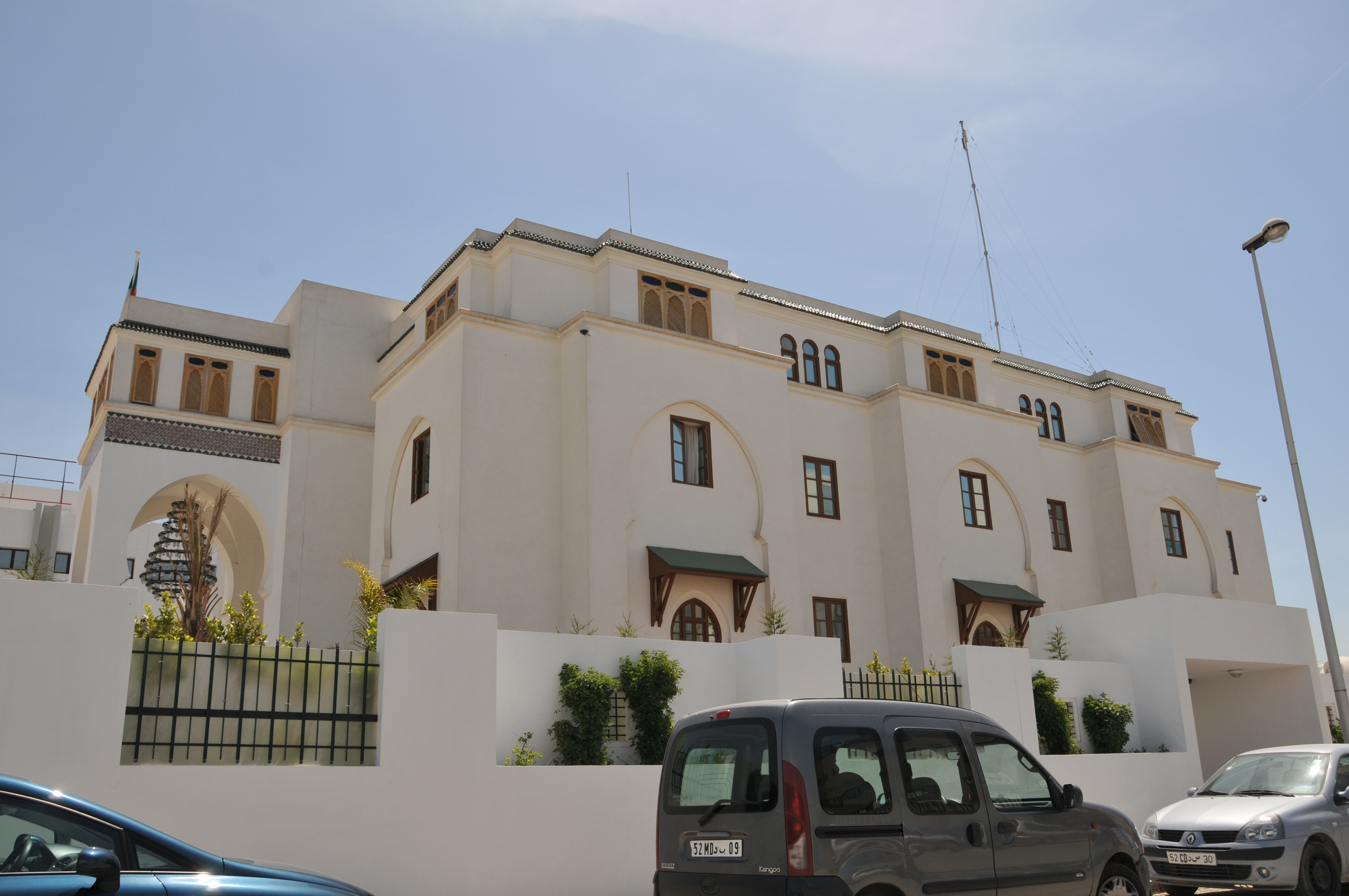
튀니스 주재 알제리 대사관

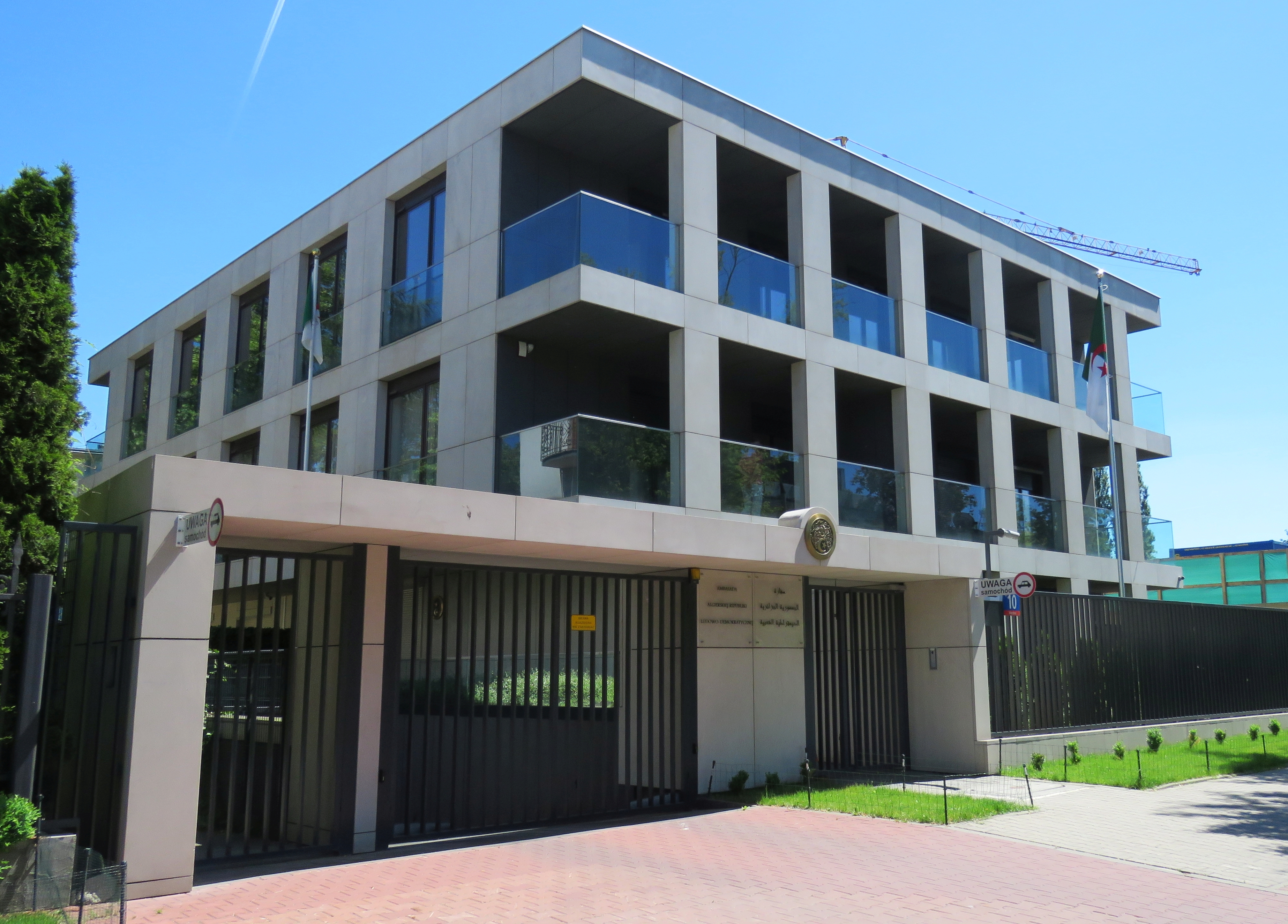
바르샤바 주재 알제리 대사관

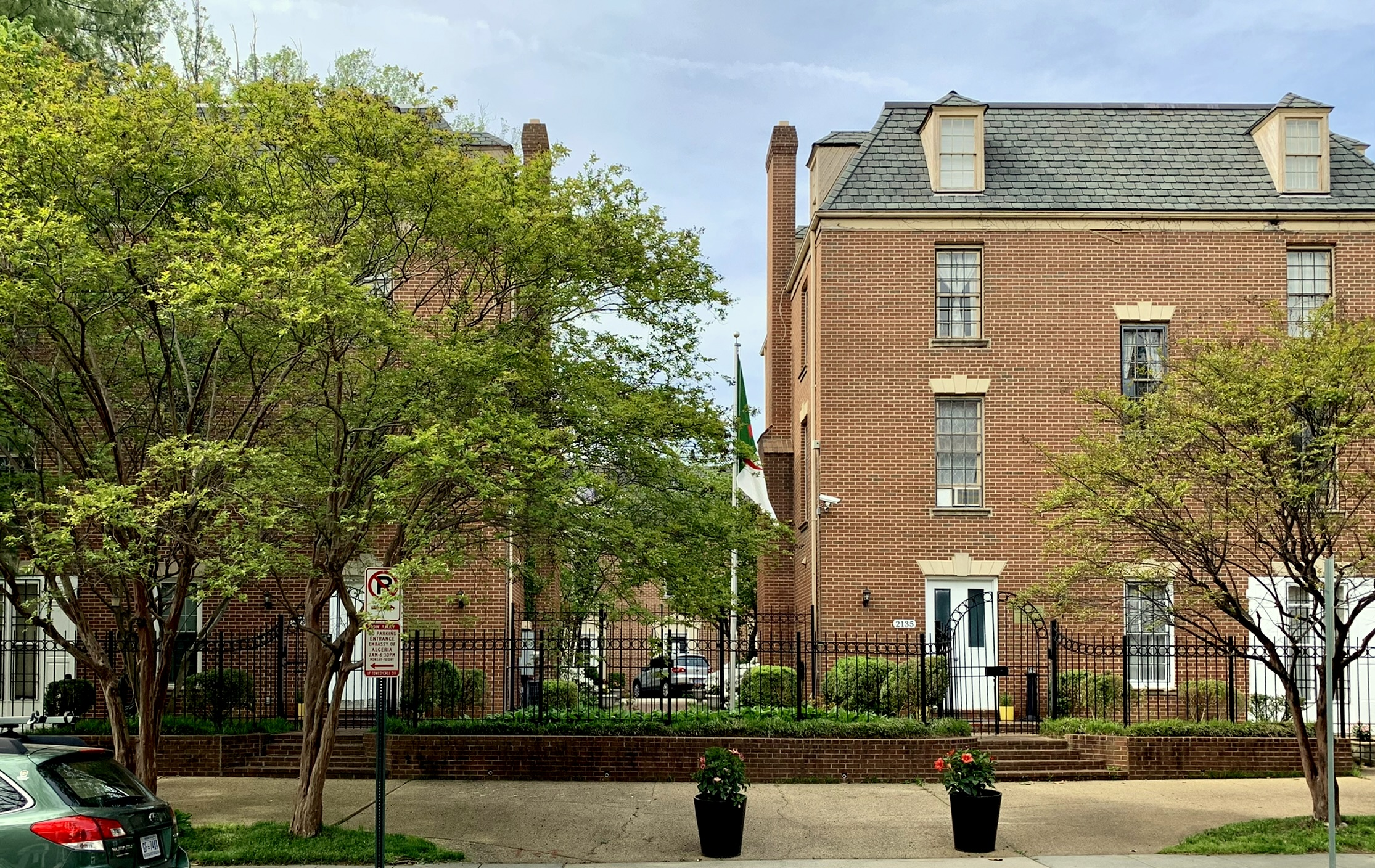
워싱턴 D.C. 주재 알제리 대사관

알제리의 재외공관 목록은 알제리 주재 대사관을 각국에 상주시켜 놓는 것을 의미하며 알제리의 재외공관을 나열한 목록이다.

## 아프리카
- 앙골라 : 루안다 (대사관)
- 부르키나파소 : 와가두구 (대사관)
- 카메룬 : 야운데 (대사관)
- 차드 : 은자메나 (대사관)
- 콩고 공화국 : 브라자빌 (대사관)
- 코트디부아르 : 아비장 (대사관)
- 콩고 민주 공화국 : 킨샤사 (대사관)
- 이집트 : 카이로 (대사관)
- 에티오피아 : 아디스아바바 (대사관)
- 가봉 : 리브르빌 (대사관)
- 가나 : 아크라 (대사관)
- 기니 : 코나크리 (대사관)
- 케냐 : 나이로비 (대사관)
- 리비아 : 트리폴리 (대사관), 세바 (영사관)
- 마다가스카르 : 안타나나리보 (대사관)
- 말리 : 바마코 (대사관), 가오 (영사관)
- 모리타니 : 누악쇼트 (대사관), 누아디부 (영사관)
- 모로코 : 라바트 (대사관), 카사블랑카 (총영사관), 우지다 (영사관)
- 모잠비크 : 마푸투 (대사관)
- 나미비아 : 빈트후크 (대사관)
- 니제르 : 니아메 (대사관), 아가데즈 (영사관)
- 나이지리아 : 아부자 (대사관)
- 르완다 : 키갈리 (대사관)
- 세네갈 : 다카르 (대사관)
- 남아프리카 공화국 : 프리토리아 (대사관)
- 수단 : 하르툼 (대사관)
- 탄자니아 : 다르에스살람 (대사관)
- 튀니지 : 튀니스 (대사관), 가프사 (영사관), 엘케프 (영사관)
- 우간다 : 캄팔라 (대사관)
- 짐바브웨 : 하라레 (대사관)

## 아메리카
- 아르헨티나 : 부에노스아이레스 (대사관)
- 브라질 : 브라질리아 (대사관)
- 캐나다 : 오타와 (대사관), 몬트리올 (총영사관)
- 칠레 : 산티아고 (대사관)
- 콜롬비아 : 보고타 (대사관)
- 쿠바 : 아바나 (대사관)
- 멕시코 : 멕시코시티 (대사관)
- 페루 : 리마 (대사관)
- 미국 : 워싱턴 D.C. (대사관), 뉴욕 (총영사관)
- 베네수엘라 : 카라카스 (대사관)

## 아시아
- 아제르바이잔 : 바쿠 (대사관)
- 바레인 : 마나마 (대사관)
- 중화인민공화국 : 베이징시 (대사관)
- 인도 : 뉴델리 (대사관)
- 인도네시아 : 자카르타 (대사관)
- 이란 : 테헤란 (대사관)
- 이라크 : 바그다드 (대사관)
- 일본 : 도쿄도 (대사관)
- 요르단 : 암만 (대사관)
- 대한민국 : 서울특별시 (대사관)
- 쿠웨이트 : 쿠웨이트시티 (대사관)
- 레바논 : 베이루트 (대사관)
- 말레이시아 : 쿠알라룸푸르 (대사관)
- 오만 : 무스카트 (대사관)
- 파키스탄 : 이슬라마바드 (대사관)
- 카타르 : 도하 (대사관)
- 사우디아라비아 : 리야드 (대사관), 지다 (총영사관)
- 시리아 : 다마스쿠스 (대사관)
- 튀르키예 : 앙카라 (대사관), 이스탄불 (총영사관)
- 아랍에미리트 : 아부다비 (대사관), 두바이 (영사관)
- 우즈베키스탄 : 타슈켄트 (대사관)
- 베트남 : 하노이 (대사관)
- 예멘 : 사나 (대사관)

## 유럽
- 오스트리아 : 빈 (대사관)
- 벨기에 : 브뤼셀 (대사관)
- 불가리아 : 소피아 (대사관)
- 크로아티아 : 자그레브 (대사관)
- 체코 : 프라하 (대사관)
- 덴마크 : 코펜하겐 (대사관)
- 프랑스 : 파리 (대사관), 릴 (총영사관), 리옹 (총영사관), 마르세유 (총영사관), 스트라스부르 (총영사관), 브장송 (영사관), 보비니 (영사관), 보르도 (영사관), 그르노블 (영사관), 메스 (영사관), 낭테르 (영사관), 낭트 (영사관), 니스 (영사관), 퐁투아즈 (영사관), 생테티엔 (영사관), 툴루즈 (영사관), 비트리쉬르센 (영사관)
- 독일 : 베를린 (대사관), 본 (총영사관)
- 그리스 : 아테네 (대사관)
- 헝가리 : 부다페스트 (대사관)
- 이탈리아 : 로마 (대사관), 밀라노 (총영사관), 나폴리 (영사관)
- 네덜란드 : 헤이그 (대사관)
- 노르웨이 : 오슬로 (대사관)
- 폴란드 : 바르샤바 (대사관)
- 포르투갈 : 리스본 (대사관)
- 루마니아 : 부쿠레슈티 (대사관)
- 러시아 : 모스크바 (대사관)
- 세르비아 : 베오그라드 (대사관)
- 스페인 : 마드리드 (대사관), 알리칸테 (총영사관)
- 스웨덴 : 스톡홀름 (대사관)
- 스위스 : 베른 (대사관), 제네바 (총영사관)
- 우크라이나 : 키예프 (대사관)
- 영국 : 런던 (대사관)

## 오세아니아
- 오스트레일리아 : 캔버라 (대사관)

## 대표부
- EU 알제리 정부 대표부 : 브뤼셀
- UN 알제리 정부 대표부 : 뉴욕, 제네바
- 아프리카 연합 알제리 정부 대표부 : 아디스아바바
- 아랍 연맹 알제리 정부 대표부 : 카이로